# 金涅 (科明捷爾尼夫西克區)
46°45′48″N 30°54′22″E / 46.76333°N 30.90611°E
金內（烏克蘭語：Кінне）是位於烏克蘭西南部的村莊，由敖德萨州敖德萨区的維濟爾卡市鎮負責管轄。該村始建於1910年，面積0.11平方公里，海拔高度24米，2001年人口127，人口密度每平方公里1,154.55人。